# Anton Leichtfried
Anton Leichtfried (Scheibbs, 30 de maio de 1967) é reitor da catedral e bispo auxiliar da diocese de St.

## Vida
Depois de se formar na escola secundária de Seitenstetten, Leichtfried ingressou no seminário de St. Pölten em 1985 . Entre 1987 e 1992 estudou como seminarista no Collegium Germanicum et Hungaricum da Pontifícia Universidade Gregoriana de Roma, onde obteve a licenciatura em teologia dogmática. Em 10 de outubro de 1991 foi ordenado sacerdote na igreja de Sant'Ignazio .
De 1992 a 1993 foi capelão em Oberwickelling e depois em Waidhofen an der Thaya até 1996 .
Entre 1996 e 2000, Leichtfried completou seus estudos de doutorado com Gisbert Greshake na Universidade de Freiburg, que completou com uma dissertação sobre a Teologia da Trindade como Teologia Histórica. Desde 2000 é diretor espiritual do Propaeeuticum totalmente austríaco (ano preparatório para candidatos ao sacerdócio) em Horn .
É Regente do seminário desde 4 de março de 2005.
Em 21 de novembro de 2006 foi nomeado pelo Papa Bento XVI nomeado bispo titular de Rufiniana e bispo auxiliar na diocese de St. Foi ordenado bispo em 25 de fevereiro de 2007 pelo bispo Klaus Küng; Os co-consagradores foram o Arcebispo de Viena, Christoph Schönborn, e o Bispo de Linz, Ludwig Schwarz. Seu lema é: Da cor dócil! , em alemão "Dê um coração que ouve!" ( 1 Reis 3.9  UE ). Leichtfried é responsável na Conferência Episcopal Austríaca pelas áreas de profissões espirituais e serviços eclesiais (teologia e ordem de ordenações e serviços; ARGE dos conselhos presbiterais; diáconos permanentes; formação de diáconos; curso preparatório; seminários; teólogos leigos; seminário para profissões eclesiásticas/BPAÖ); Liturgia (Instituto Litúrgico Austríaco; Comissão Litúrgica da Áustria; Comissão Austríaca de Música da Igreja; Comissão Permanente de Livros Litúrgicos); Trabalho Bíblico Católico Austríaco e Instituto de Cursos por Correspondência para Educação Teológica.
Desde janeiro de 2021 é também protetor eclesiástico do Instituto Pius Parsch de Ciência da Liturgia e Teologia Sacramental.